# Avicennia
Avicennia  L., 1753 è un genere di piante angiosperme della famiglia delle Acantacee, appartenenti alla formazione vegetale delle mangrovie. È l'unico genere della sottofamiglia Avicennioideae Miers, 1848.

## Etimologia
Il nome del genere deriva dal medico, filosofo, matematico, naturalista e fisico persiano Avicenna, nome latinizzato di Abu Ali Al-Husayn Ibn 'Abd Allah Ibn Sina (Afshona, 980 - Hamadan, 1037).
Il nome scientifico del genere è stato definito da Linneo (1707–1778), conosciuto anche come Carl von Linné, biologo e scrittore svedese considerato il padre della moderna classificazione scientifica degli organismi viventi, nella pubblicazione "Species Plantarum - 1: 110" del 1753. Il nome scientifico della sottofamiglia è stato definito dal botanico inglese John Miers (1789–1879) nella pubblicazione "The London journal of botany. - J. Bot. 7: 58." del 1848.

## Descrizione

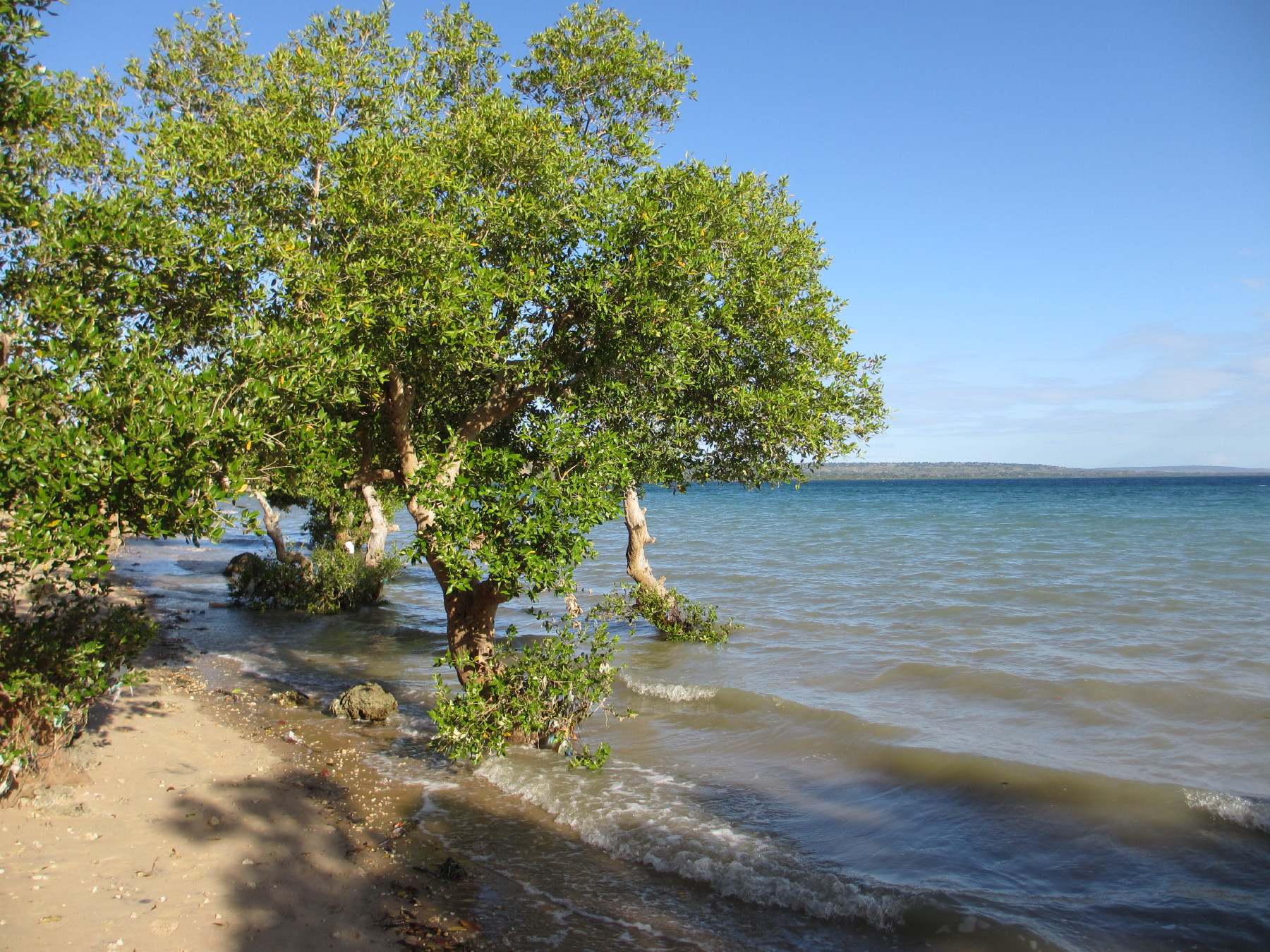
Il portamento
Avicennia marina

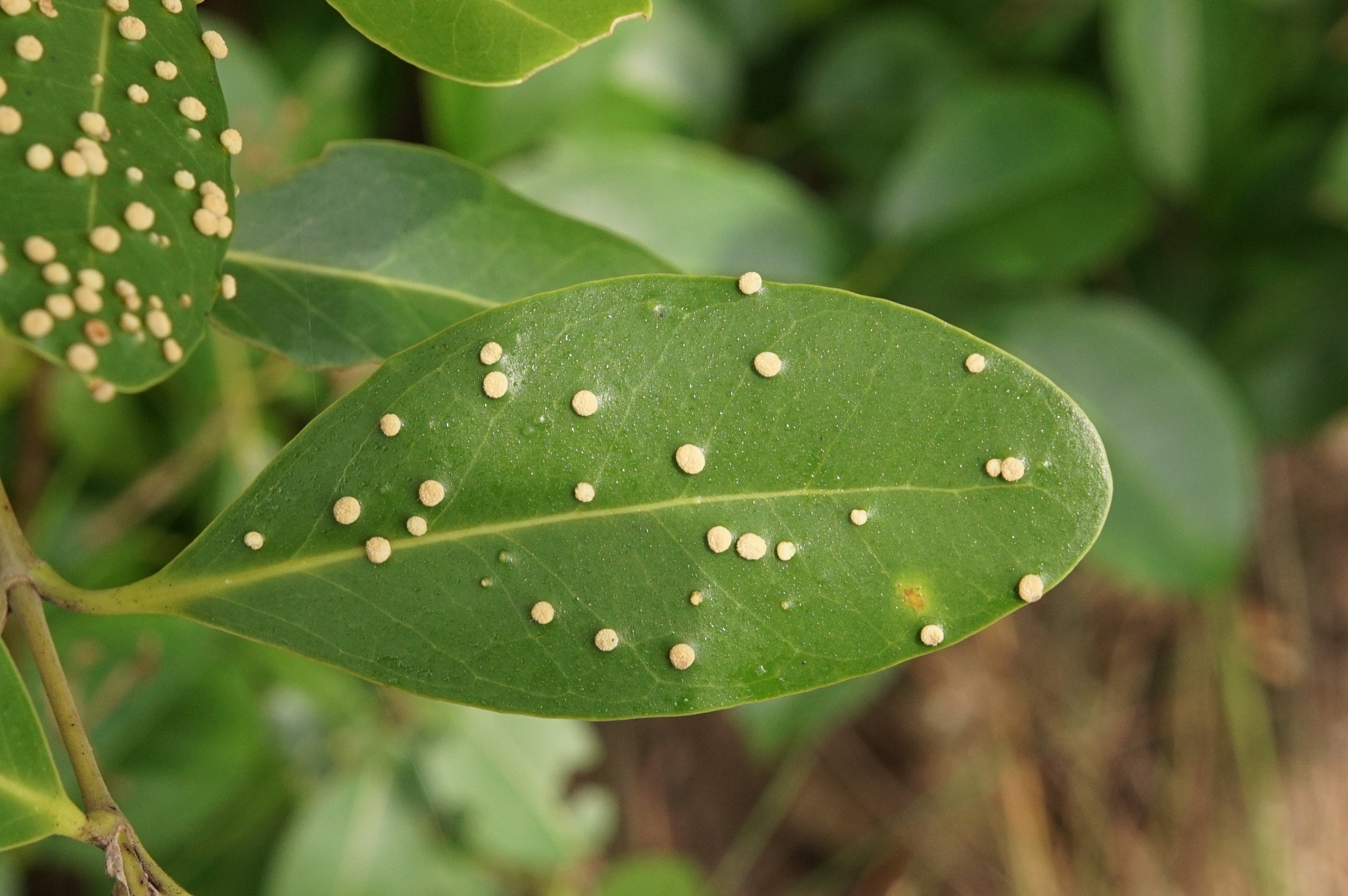
Le foglie
Avicennia officinalis

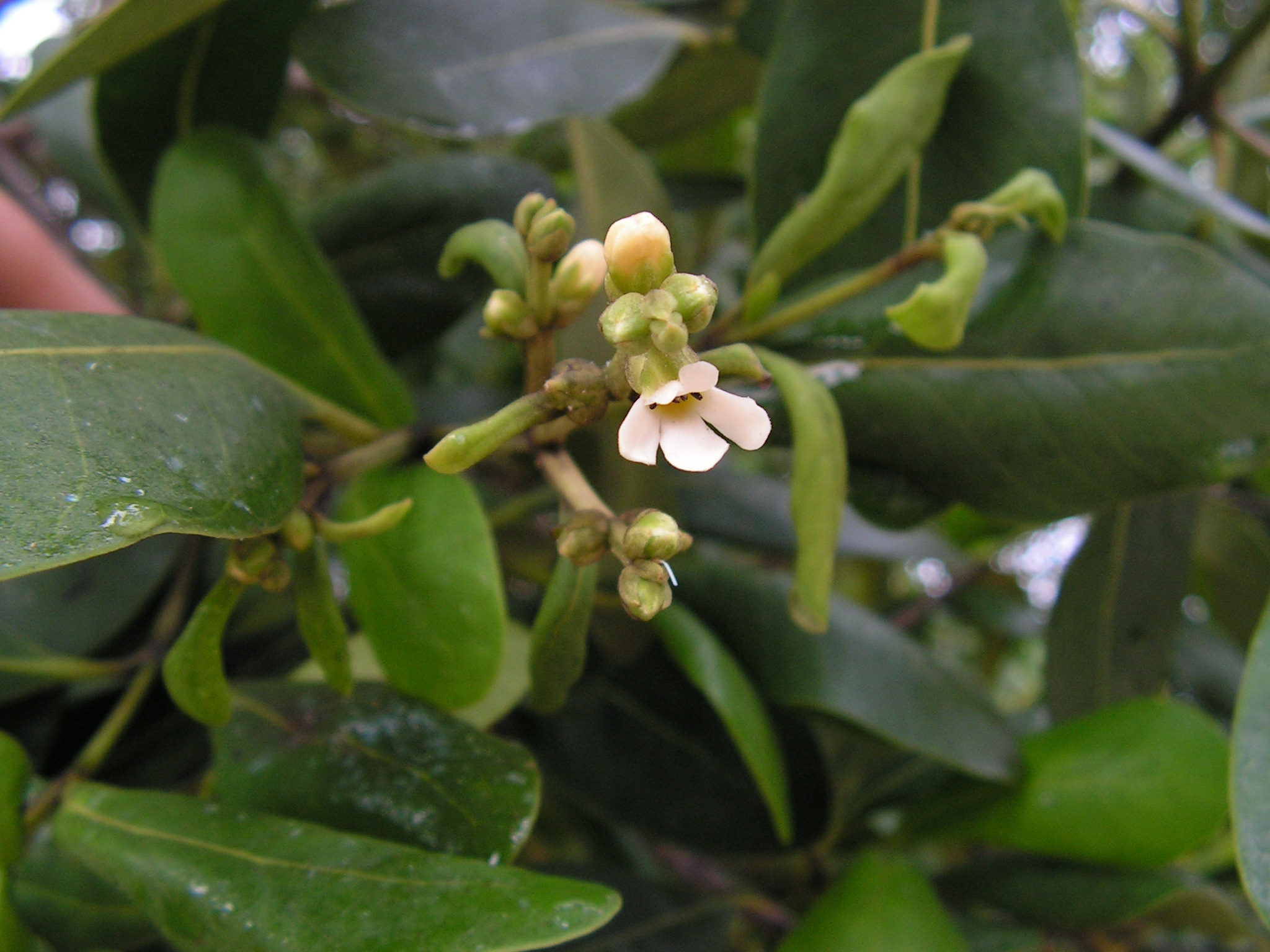
Infiorescenza
Avicennia schaueriana

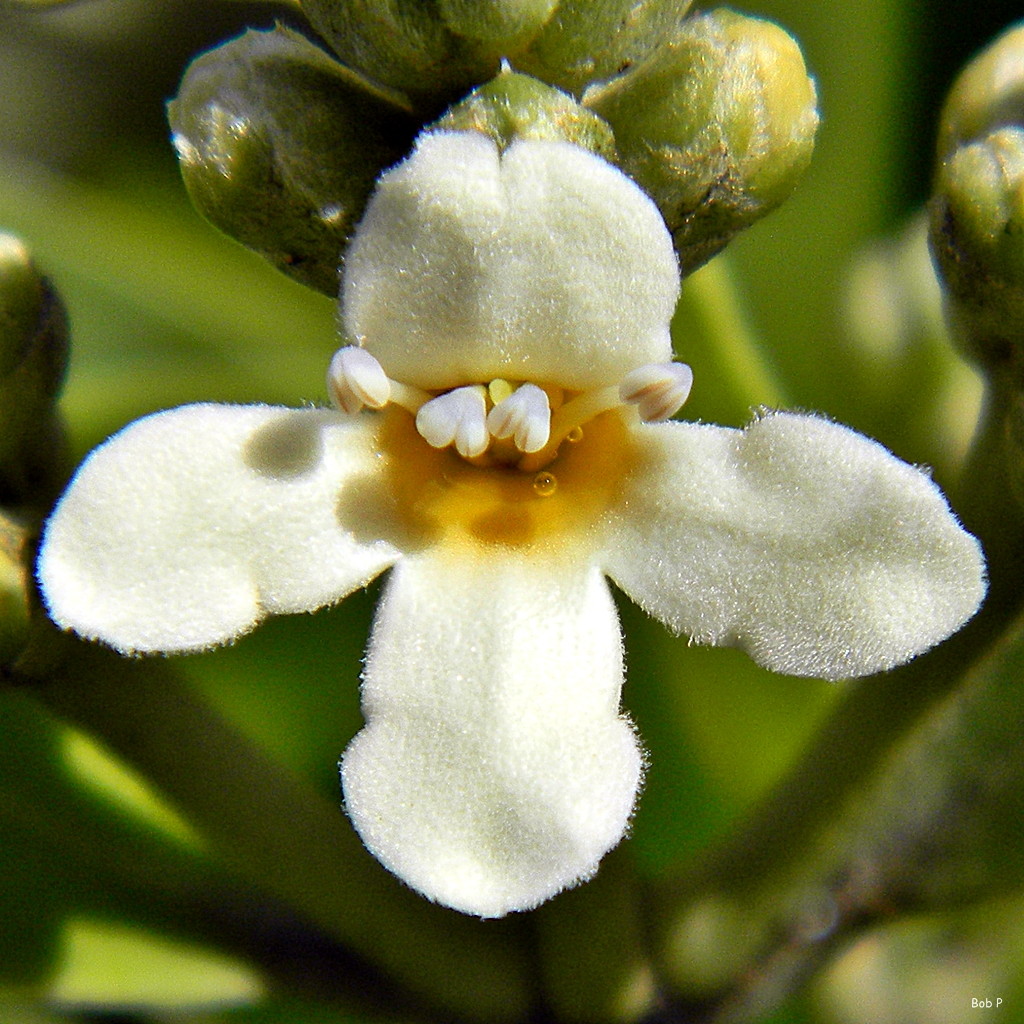
il fiore
Avicennia germinans

Le specie di questo genere hanno un'abitudine sempreverde arbustiva o arborea marittima (fino a 4 metri di altezza e oltre). La ramatura è a sezione circolare e affusolata. Sono inoltre piante alotolleranti e dotate di radici stiliformi. In queste specie non sono presenti cistoliti (all'incontrario della maggior parte della famiglia).

### Radici
Le radici di queste piante sono aeree e pneumatofore (respiratorie, ossia sono radici aeree specializzate in grado di assorbire ossigeno dall'ambiente). Le radici crescono sui rami e si dirigono verso l'alto in modo eretto a volte ramificato. All'interno delle cellule delle radici si trovano accumuli di cristalli di cloruro di sodio.

### Foglie
Le foglie, persistenti e picciolate, lungo il caule sono disposte in modo opposto decussato. La lamina delle foglie è intera con forme da lanceolate a ovato-ellittiche e a consistenza coriacea. La superficie è ricoperta da ghiandole saline subsessili che secernono una soluzione ipersalina che secca rapidamente formando cristalli di sale. Le venature secondarie sono sottili e quasi invisibili. Non sono presenti le stipole.

### Fiori
Le infiorescenze sono formate da piccole spighe o capolini agglomerati ascellari o terminali. Le infiorescenze sono peduncolate e si sviluppano in modo dicasiale. Sono presenti sia brattee che bratteole persistenti con forme ovali (le bratteole sono più corte del calice). I fiori sono piccoli, quasi insignificanti, con disposizione opposta, sono sessili e profumati.
I fiori sono ermafroditi e zigomorfi; sono inoltre tetraciclici (ossia formati da 4 verticilli: calice– corolla – androceo – gineceo) e pentameri (i verticilli del perianzio hanno più o meno 5 elementi ognuno).
Per la famiglia di queste piante viene indicata la seguente formula fiorale:
X, K (5), [C (2+3), A 2+2 o 2] G (2/supero), capsula
Il calice, gamosepalo e attinomorfo, ha la forma di una coppa con 5 profondi lobi. I lobi sono embricati e persistenti con forme ovali o suborbicolari, concavi e ottusi. Possono essere cigliati sui margini e tomentosi sul dorso.
La corolla, gamopetala e più o meno attinomorfa (o sub-bilabiata - corolla zigomorfa), ha una forma campanulata (il tubo si espande distalmente), brevemente inserita su un disco poco appariscente. I lobi, da eretti a riflessi, sono 4 o 5 con forme da obovate oblunghe e apici acuti; il lobo adassiale spesso è più largo degli altri. Durante la gemmazione i lobi sono contorti. Il colore della corolla è bianco, giallo o arancio. Il nettare viene secreto dalle ghiandole poste sul tubo della corolla.
L'androceo è composto da 4 stami didinami (almeno due sporgono dalla corolla). Gli staminoidi sono assenti. I filamenti sono adnati alla parte apicale del tubo della corolla e sono alternati ai lobi della corolla (il numero degli stami è uguale ai lobi della corolla). Le antere sono formate da due teche più o meno uguali e prive di appendici apicali. La deiscenza, tramite una fessura longitudinale, è orientata verso il labbro inferiore della corolla (fiore più o meno nototribico) oppure verso l'alto (fiore più o meno pleurotribico). Il polline con forme da oblate a prolate è 3-colpoporato con superficie reticolata.
Il gineceo è formato da un ovario sessile supero bicarpellare (imperfettamente 4-loculare). La forma dell'ovario è ellissoide-lineare. La placentazione è libera, centrale e alata. Gli ovuli sono pendenti ma diritti. Lo stilo è molto corto (si allunga con l'età del fiore). Lo stigma è bilobo (i due lobi sono leggermente differenti).

### Frutti
I frutti sono delle capsule (o più precisamente degli acheni) monosperme (un seme solo) sottese dal calice persistente. La forma è da ovato-obliqua a ellissoide o ovoidale compressa. La deiscenza è tramite due valvole coriacee e non è esplosiva (come nelle altre "acanthacee"). I due cotiledoni (embrioni) sono larghi, verdi e carnosi. L'endosperma è assente. Il retinacolo (presente nella maggior parte delle specie della famiglia) è assente. Il seme spesso germina sulla pianta (seme viviparo).

## Biologia
Le specie di questo raggruppamento si riproducono per impollinazione tramite insetti (impollinazione entomogama).
La dispersione dei semi avviene inizialmente a causa del vento (dispersione anemocora); una volta caduti a terra sono dispersi soprattutto da insetti tipo formiche (mirmecoria). In queste specie frequente è la dispersione nell'acqua (disseminazione idrocora). I propaguli possono vivere un anno in acqua salata senza radicare.

## Distribuzione e habitat
L'habitat è soprattutto marittimo caldo (le radici in genere affondano nella sabbia umida delle acque salmastre) con distribuzione tropicale e subtropicale di entrambi gli emisferi.

## Ecologia
In natura questa specie di piante è molto importante. La loro diffusione sugli estuari dei grandi fiumi rallentano le correnti di sbocco verso il mare. Si evitano così veloci fenomeni di corrosione e viene inoltre facilitato l'accumulo di depositi sabbiosi con una conseguente espansione della linea di spiaggia verso il mare. Le foreste di mangrovie formano da cuscinetto fisico (interfaccia) tra comunità marine e terrestri e forniscono l'habitat per molti organismi terrestri. Inoltre molte specie di molluschi costieri (e pesci) si appoggiano a queste aree per la riproduzione.
Defogliazione di massa delle piante di Avicennia sono state riscontrate a causa delle larve delle farfalle della tribù Melitaeini (famiglia Nymphalidae).

## Tassonomia
La famiglia delle Acanthacee comprende 208 generi con oltre 4.500 specie. È soprattutto una famiglia con specie a distribuzione tropicale o subtropicale molte delle quali sono usate come piante ornamentali.  Dal punto di vista tassonomico è suddivisa in 4 sottofamiglie. Le Avicennioideae solo recentemente sono state inserite nella famiglia.
Il numero cromosomico delle specie di questo genere è: 2n = 36 e 64.

### Specie
Il genere comprende le seguenti specie:
- Avicennia alba Blume
- Avicennia balanophora Stapf & Moldenke, 1940
- Avicennia bicolor Standl., 1923
- Avicennia germinans (L.) L., 1764
- Avicennia integra N.C.Duke, 1988
- Avicennia marina (Forsk.) Vierh., 1907
- Avicennia officinalis L., 1753
- Avicennia schaueriana Stapf & Leechm. ex Moldenke, 1939

### Filogenesi
Tradizionalmente le specie di questo genere sono state descritte all'interno della famiglia delle Verbenaceae (con questa famiglia condividono un'habitus legnoso, e un'infiorescenza più o meno cimosa con un gineceo a due ovuli per carpello), oppure trattate in una apposita famiglia (Avicenniaceae). L'attuale posizione tassonomica (nella famiglia delle Acanthaceae) è stata realizzata con i nuovi sistemi di classificazione filogenetica (classificazione APG). Oltre che dalle analisi del DNA (per il momento ancora deboli), l'inserimento del genere Avicennia nelle Acanthaceae, è giustificato anche morfologicamente dalla presenza di nodi articolati, dalla struttura dell'infiorescenza, dai fiori sottesi da una brattea e da due bratteole, dalla riduzione del numero degli ovuli e dall'assenza di endosperma.
Il genere di questa voce è monofiletico e all'interno della famiglia la posizione filogenetica di Avicennia è "basale" (dopo la famiglia Nelsonioideae) e risulta  "gruppo fratello" della sottofamiglia Thunbergioideae. Altre analisi propongono filogenesi provvisorie diverse: [Nelsonioideae [Thunbergioideae [Avicennioideae + Acanthoideae]]] oppure [Nelsonioideae [Avicennioideae [Thunbergioideae + Acanthoideae]]].
L'età di formazione questo gruppo è stimata attorno ai 40 milioni di anni fa.
Alcuni studiosi hanno anche proposto di collocare questo genere in una famiglia a sé stante, Avicenniaceae (proposta attualmente non condivisa dalla maggioranza dei botanici).